# 李升基
李升基（朝鲜语：／，1905年10月1日—1996年2月8日），朝鲜民主主义人民共和国化学家。出生於朝鲜全羅南道潭陽郡，1928年毕业于日本爱媛县松山高等学校。1939年，李升基在京都帝国大学担任助教授期间，參與發明了合成纖維「合成一號」，後命名為维尼纶。
1945年韩国光复后離開日本，於首爾大學開設應用化學系並出任工學院長。朝鲜战争爆發後，為躲避首爾特別市戰亂，率家人、學生越北前往朝鲜民主主义人民共和国；在金日成支持下，李升基開始全面試驗、推廣維尼綸，這種合成纖維獲得“主體纖維”（주체섬유）的讚譽。後來，李升基獲金日成獎、苏联列宁奖，及劳动英雄、人民科學家等榮譽稱號，亦多次當選最高人民會議代議員並任科學院咸鏡分院院長。
有分析認為，李升基等越北科學家是朝鮮核問題的重要人物，他進行核武器、化学武器研究及開發，且為宁边原子能研究所首任所長。李升基逝世後，朝鲜民主主义人民共和国為他舉行国葬，安葬於平壤市愛國烈士陵；他有三子五女，女婿、媳婦多投入化學領域，家族成員中成為教授、医生或具學士學歷者達三十五人。

## 家族
李升基本貫全州李氏，二十世祖是朝鲜太宗長子讓寧大君，十世祖李衡井在潭陽郡的故居「昌平長田李氏古宅」於2008年登錄為全羅南道的民俗文化財。
- 祖父：李憲秀（1854—1882），父母李承民、延日鄭氏，有三子。
- 祖母：光州李氏（1851—1900），李乙會的女兒。
  - 父：李丙星（리병성，1876—1949），李憲秀長子，有一子六女。光武七年（1903年）擔任全州慶基殿守陵官，翌年辭職[18][19]。
  - 母：奇世貞（1874—1949），本貫幸州奇氏，奇鎬燮的女兒，李升基是李丙星夫婦的第四個孩子[1]。
    - 元配：水原白氏（1904—？），白南發的女兒，育有二女。
    - 繼配：長水黃氏（，1916—2007），黃蘭周的女兒，曾參加2000年的南北離散家族重聚[6]。
      - 長子：李鍾科（，1940年生），生於日本大阪府高槻市，金日成综合大学催化化學研究中心主任[20]。
      - 次子：李鍾卓（1945年生）
      - 大女婿：李在業（리재업），本貫仁川李氏，朝鲜民主主义人民共和国科学院咸興分院化學工程研究所所長。

全斗煥任期的代理韩国国务总理李汉基亦為李衡井後裔，是李升基族弟。